# IFK Mariehamn
IFK Mariehamn (voluit: Idrottsföreningen Kamraterna Mariehamn) is een sportclub uit Mariehamn, de hoofdstad van Åland. De club werd in 1919 opgericht en sinds de jaren dertig kent het een voetbalafdeling waarvan het hoogste team sinds 1945 in de Finse competitie uitkomt. Sinds 2009 is de club een volledig professionele club. De Wiklöf Holding Arena is de thuishaven van de club en biedt plaats aan 4000 toeschouwers. In 2016 werd de club voor het eerst Fins landskampioen.

## Geschiedenis
Tot 1945 speelde het slechts kleine toernooitjes die werden georganiseerd op Åland, en speelde het sporadisch tegen Finse of Zweedse clubs.
In 2003 dwongen de eilandbewoners promotie af naar de Ykkönen, waar het in 2004 wederom na een play-off promotie afdwong naar de Veikkausliiga, de hoogste divisie in Finland. Het eerste seizoen eindigden ze als twaalfde, in 2006 werden ze vijfde en in 2007 eindigden ze als zesde in de competitie.
In 2012 eindigde Mariehamn als vierde, voor Finland is dat normaal gesproken één plaats te laag om mee te doen aan de Europa League. Doordat Finland echter in de top drie van het UEFA Fair Playklassement eindigde, mocht de Finse voetbalbond een extra club inschrijven, de club die in het Finse Fair Play klassement als hoogste was geëindigd; dat was IFK Mariehamn. Daardoor maakte de club op 4 juli 2013 zijn Europese debuut in een uitwedstrijd tegen het Azerbeidzjaanse Inter Bakoe. Uit werd een 1-0 achterstand ongedaan gemaakt tot 1-1, maar de thuiswedstrijd op 11 juli ging met 0-2 verloren, waardoor het avontuur al na één ronde voorbij was.
Op 15 augustus 2015 werd voor de eerste keer in de clubgeschiedenis de finale van de Finse voetbalbeker gehaald, na een sensationele 5-1 thuiszege op HJK Helsinki. Het was de 35ste ontmoeting tussen de clubs onderling (competitie, beker en ligabeker) en pas de vierde keer dat de eilandbewoners wisten te winnen. Op 26 september 2015 werd de finale in het Tehtaan kenttä in Valkeakoski met 2-1 gewonnen van FC Inter Turku door twee doelpunten van Diego Assis. Alle doelpunten vielen toen Mariehamn met een man minder speelde.
Door de bekerwinst speelde Mariehamn op 30 juni en 7 juli 2016 in de eerste voorronde van de Europa League. De tegenstander was het Noorse Odds BK. Wederom duurde de Europese campagne maar één voorronde: uit werd er met 2-0 verloren, en thuis werd er met 1-1 gelijkgespeeld na lang met 1-0 voor te hebben gestaan.
Het seizoen 2016 was tot op de laatste speeldag razend spannend: Mariehamn draaide het hele seizoen in de top mee, maar pas op de laatste speeldag kon het de titel binnenhalen. Dat kon alleen als ze wonnen en dat lukte: terwijl de twee overgebleven concurrenten HJK Helsinki en SJK in Helsinki met 0-0 gelijkspeelden, ging Mariehamn er met de Finse landstitel vandoor toen het thuis met 2-1 won van FC Ilves door treffers van Bobbie Friberg da Cruz en Diego Assis. Hiermee schreef ook het autonome Åland geschiedenis: de enige profclub die de eilanden rijk zijn, was Fins landskampioen geworden.
Door het kampioenschap maakte Mariehamn op 12 juli 2017 zijn debuut in de (tweede voorronde van de) Champions League. De tegenstander was Legia Warschau, landskampioen van Polen. De eilandbewoners bleven ver verwijderd van een verrassing: thuis werd er met 0-3 verloren, en een week later met 0-6. In de competitie kon het het succesjaar geen vervolg geven: de club werd vijfde, en in het bekertoernooi strandde het in de kwartfinales.
In 2023 werd op de laatste speeldag nog directe degradatie voorkomen door in een direct duel met KTP aan het langste eind te trekken (0-2). De daaropvolgende eindronde werd door IFK Mariehamn gewonnen van Gnistan (0-0 uit, 3-0 thuis).

## Erelijst
| Competitie           | Aantal | Jaren |
| -------------------- | ------ | --- |
| Nationaal            |        | |
| Veikkausliiga        | 1x     | 2016 |
| Suomen Cup           | 1x     | 2015 |
| Ykkönen              | 0x     | Promotie naar de Veikkausliiga in 2004 |
| Kakkonen             | 0x     | Promotie naar de Ykkönen in 2003 |
| Regionaal            |        | |
| Ålands kampioenschap | 44x    | 1943, 1944, 1947, 1953 (voorjaar), 1953 (najaar), 1956, 1957, 1958, 1959, 1960, 1961, 1976, 1977, 1979, 1980, 1981, 1982, 1983, 1984, 1985, 1986, 1987, 1988, 1989, 1992, 1995, 1997, 1998, 1999, 2000, 2001, 2002, 2003, 2004, 2005, 2006, 2007, 2008, 2009, 2010, 2011, 2012, 2014, 2015 |
| Ålandse beker        | 44x    | 1943, 1944, 1946, 1947, 1951, 1952, 1955, 1956, 1957, 1958, 1959, 1964, 1968, 1970, 1972, 1974, 1975, 1976, 1977, 1978, 1980, 1981, 1982, 1984, 1985, 1988, 1989, 1994, 1995, 1996, 1997, 1998, 1999, 2000, 2001, 2002, 2003, 2004, 2005, 2006, 2007, 2008, 2009, 2012                     |

## Eindklasseringen
| Seizoen | №  | Clubs | Divisie       | Duels | Winst | Gelijk | Verlies | Doelsaldo | Punten | Tsch  |
| ------- | -- | ----- | ------------- | ----- | ----- | ------ | ------- | --------- | ------ | ----- |
| 2000    | 6  | 12    | Kakkonen-West | 22    | 9     | 4      | 9       | 45–45     | 31     |       |
| 2001    | 4  | 12    | Kakkonen-Zuid | 22    | 10    | 4      | 8       | 48–37     | 34     |       |
| 2002    | 5  | 12    | Kakkonen-Zuid | 22    | 10    | 2      | 10      | 34–37     | 32     |       |
| 2003    | 2  | 12    | Kakkonen-Zuid | 22    | 11    | 5      | 6       | 37–25     | 38     |       |
| 2004    | 2  | 14    | Ykkönen       | 26    | 16    | 2      | 8       | 52–32     | 50     | 1.089 |
| 2005    | 12 | 14    | Veikkausliiga | 26    | 6     | 5      | 15      | 27–43     | 23     | 2.598 |
| 2006    | 5  | 13    | Veikkausliiga | 24    | 10    | 7      | 7       | 31–22     | 37     | 1.839 |
| 2007    | 6  | 14    | Veikkausliiga | 26    | 9     | 10     | 7       | 31–30     | 37     | 1.809 |
| 2008    | 12 | 14    | Veikkausliiga | 26    | 7     | 5      | 14      | 24–40     | 26     | 1.603 |
| 2009    | 4  | 14    | Veikkausliiga | 26    | 10    | 13     | 3       | 30–21     | 43     | 1.824 |
| 2010    | 12 | 14    | Veikkausliiga | 26    | 7     | 7      | 12      | 38–43     | 28     | 1.445 |
| 2011    | 7  | 12    | Veikkausliiga | 33    | 10    | 8      | 15      | 39–47     | 38     | 1.416 |
| 2012    | 4  | 12    | Veikkausliiga | 33    | 13    | 12     | 8       | 50–43     | 51     | 1.370 |
| 2013    | 4  | 12    | Veikkausliiga | 33    | 14    | 7      | 12      | 57–62     | 49     | 1.300 |
| 2014    | 5  | 12    | Veikkausliiga | 33    | 14    | 6      | 13      | 49–55     | 48     | 1.302 |
| 2015    | 6  | 12    | Veikkausliiga | 33    | 11    | 12     | 10      | 30–36     | 45     | 1.303 |
| 2016    |    | 12    | Veikkausliiga | 33    | 17    | 10     | 6       | 40–25     | 61     | 1.503 |
| 2017    | 5  | 12    | Veikkausliiga | 33    | 13    | 10     | 10      | 44–42     | 49     | 1.304 |
| 2018    | 10 | 12    | Veikkausliiga | 33    | 8     | 7      | 18      | 37–59     | 31     | 1.236 |
| 2019    | 6  | 12    | Veikkausliiga | 27    | 9     | 5      | 13      | 31–34     | 32     | 1.192 |
| 2020    | 9  | 12    | Veikkausliiga | 22    | 6     | 5      | 11      | 29–43     | 23     | 872   |
| 2021    | 10 | 12    | Veikkausliiga | 27    | 9     | 3      | 15      | 28–40     | 30     | 747   |
| 2022    | 10 | 12    | Veikkausliiga | 27    | 9     | 7      | 11      | 41–43     | 34     | 957   |
| 2023    | 11 | 12    | Veikkausliiga | 27    | 5     | 7      | 15      | 28–40     | 22     | 1.160 |
| 2024    |    | 12    | Veikkausliiga | 27    |       |        |         | –         |        |       |

## Kampioensteam
- 2016 — Kristian Kojola, Walter Viitala, Diego Assis, Amos Ekhalie, Jani Lyyski, Bobbie Friberg da Cruz, Brian Span, Aleksei Kangaskolkka, Gabriel Petrović, Philip Sparrdal Mantilla, Dever Orgill, Robin Sid, Albin Granlund, Thomas Mäkinen, Anthony Clement Dafaa, Josef Ibrahim, Tommy Wirtanen en Joel Mattsson. Trainer-coach: Kari Virtanen.

## In Europa
#Q = #kwalificatieronde, T/U = Thuis/Uit, W = Wedstrijd, PUC = punten UEFA coëfficiënten .
Uitslagen vanuit gezichtspunt IFK Mariehamn
| Seizoen                                                    | Competitie       | Ronde | Land                  | Club           | Totaalscore | 1e W    | 2e W    | PUC |
| ---------------------------------------------------------- | ---------------- | ----- | --------------------- | -------------- | ----------- | ------- | ------- | --- |
| 2013/14                                                    | Europa League    | 1Q    | Vlag van Azerbeidzjan | FK Inter Bakoe | 1-3         | 1-1 (U) | 0–2 (T) | 0.5 |
| 2016/17                                                    | Europa League    | 1Q    | Vlag van Noorwegen    | Odds BK        | 1-3         | 0–2 (U) | 1–1 (T) | 0.5 |
| 2017/18                                                    | Champions League | 2Q    | Vlag van Polen        | Legia Warschau | 0-9         | 0-3 (T) | 0-6 (U) | 0.0 |
| Totaal aantal behaalde punten voor UEFA coëfficiënten: 1.0 |                  |       |                       |                |             |         |         |     |

## Bekende (oud-)spelers
- Paulus Arajuuri
- Keith Armstrong
- Mate Dujilo
- Jonas Emet

- Anders Eriksson
- Petteri Forsell
- Aleksei Kangaskolkka
- Dever Orgill

- Lembit Rajala
- Bernardo Ribeiro
- Luis Solignac
- Daniel Sjölund